# Higinio Felipe Granado Valdivia
Higinio Felipe Granado Valdivia   (Alcántara, 11 de gener de 1894 - Càceres, 15 d'agost de 1936) va ser un camperol, comerciant, sindicalista i polític socialista extremeny, executat víctima de la repressió en la zona franquista durant la Guerra Civil.
Jornaler des de molt jove a la seva ciutat natal, va fundar i va presidir, la Societat de Treballadors d'Alcántara, sindicat que es va presentar com a formació política a les eleccions generals de 1920, sense obtenir escó. Durant la dictadura de Primo de Rivera va ser perseguit per les seves idees polítiques, per la qual raó va fugir a Navarra on es va establir fins al final de la Restauració. Poc abans de la proclamació de la Segona República va marxar a viure a Càceres, on regentà un bar de la seva propietat. Afiliat al Partit Socialista Obrer Espanyol (PSOE), va acudir com a delegat de Càceres al seu congrés de 1931. En l'àmbit sindical, va presidir fins a la Guerra Civil la Federació Provincial de Societats Obreres de Càceres i va ser representant obrer en diferents institucions provincials.
Membre del sector prietista del PSOE, a les eleccions de 1933 va ser elegit diputat per la circumscripció de Càceres, renovant escó a les eleccions de 1936 dins de les llistes del Front Popular. Quan es va produir el cop d'estat del 18 de juliol de 1936 que va donar origen a la Guerra Civil, es va refugiar de la persecució dels revoltats en una impremta juntament amb el també diputat, Luis Romero Solano, però va ser descobert i detingut el 21 de juliol. Va romandre pres fins al 15 d'agost quan va ser tret, conduït al pont d'Alconetar sobre el riu Tajo i executat, quedant el seu cos alguns dies exposat en la muralleta del pont com a exemple per als veïns. Va ser sotmès a consell de guerra una vegada mort, considerant-se'l "en parador desconegut".